# La bella y la bestia (serie de televisión de 2014)
La bella y la bestia (La bella e la bestia, en italiano) fue una miniserie de televisión hispano-italiana de 2014, producida por Lux Vide y Mediaset para la cadena española Telecinco y la cadena italiana Rai 1. 
La producción cuenta con dos episodios, y fue grabada en inglés. Está ambientada en escenarios de Turín y en los Alpes.

## Argumento

### Primer episodio
La Provenza, Francia, siglo XVII. Maurice Dubois es un armador de barcos y comerciante de Marsella, tiene un barco mercante y es un viudo con dos hijas mayores: Évelyne la mayor y la menor Bella. La familia está en crisis a causa de los malos oficios de Dubois, la crisis de la región y cuando regresa del último viaje desastroso, en el que perdió toda la carga en una tormenta, es presionado por las deudas del príncipe Leon DalVille, el señor feudal del lugar que podría meterlo a la cárcel. 
El Príncipe, un millonario comerciante dueño de muchas tierras, le hace un ultimátum: Dubois entregará su barco como pago o enviará al castillo a una de sus hijas como una sierva, empleada doméstica sin pago, para trabajar durante varios años hasta pagar la deuda. El hombre renunciaría a la nave, pero su hija menor, Bella Dubois, con valentía y en secreto marcha al castillo del príncipe, a los bosques alpinos, para ofrecer su servicio como una empleada más de su castillo.
El Príncipe León es un personaje cruel y tiránico, viudo, violento y misterioso, muy rico, dueño de tierras agrícolas, que se divierte de una manera violenta con sus empleados y ha puesto en hambre al pueblo cercano del castillo, donde viven sus empleados, el cual hace 10 años era el pueblo más rico de la Provenza. Léon, siempre cubierto por una máscara en su cara, vive en compañía de su tío, el alquimista excéntrico Conde Armand, que es un experto en perfumes, de la hija del Conde Armand, su prima, la bella y helada Hélène (que está enamorada de Léon), él quiere que se case con un millonario empresario vecino del valle para aumentar la fortuna de la familia, y un pequeño séquito de funcionarios a su servicio, así como los empelados del castillo. Bella se puso inicialmente en dificultades por la desconfianza de los habitantes del castillo, pero pronto, con su buena voluntad y su bondad de carácter, se las arregla para ganar la amistad de los otros empleados y del excéntrico Conde Armand, el experto en perfumes, que la protege y quiere como a una hija.
Mientras tanto, el Príncipe León intenta organizar la boda de su prima Hélène con un marqués adinerado, pero a quien dicha mujer no ama y no considera importante aumentar la fortuna de su familia. Cuando Hélène se da cuenta del interés que en su primo despierta la recién llegada Bella, entra en una apuesta con él: si Léon logra seducir a la joven Bella y acostarse con ella en un plazo determinado, Hélène se casará con el marqués para aumentar la fortuna de la familia; de lo contrario, el príncipe se casará con Hélène.
Las noches en el castillo son difíciles para Bella, porque existen algunos ruidos fantasmagóricos procedentes de la parte alta del castillo, está en ruinas y es un sector abandonado del castillo, y muestra los signos de un viejo incendio en esa parte del castillo. De la servidumbre ella aprende el triste pasado de León: él era bueno para toda la gente del pueblo y estaba felizmente casado con una mujer llamada Juliette, pero una noche hacía 10 años, la novia cae desde una ventana para escapar de las llamas en el incendio del castillo, y desde entonces León perdió el deseo de ser amable con la gente y la belleza, sufriendo quemaduras y cicatrices en el lado izquierdo de la cara, para tratar de salvarla (a partir de entonces León utiliza la pesada máscara en su cara, para ocultar la herida que se causó en el incendio) y descarga su ira sobre el pueblo. Los ruidos son las lamentaciones de Léon, la bestia, en sus ataques de cólera durante la noche.
Bella y el príncipe comienzan a acercarse, y el hombre parece cada vez más verdaderamente interesado en la chica, lo cual es observado por Hélène. Finalmente, León va conquistando a la chica, ganándose su confianza a través de la ayuda a su padre, el marino mercante Maurice Dubois, con unos contratos para llevar carga especialmente para beneficiarlo, con el nombre del cliente oculto en secreto, trabajando con otra empresa, logrando recuperarse económicamente, recibe como obsequio un joyero de plata porque Dubois está muy agradecido con él, pero no conoce su nombre. Entonces Bella descubre al recibir una carta de su padre, el joyero de plata es un regalo y el benefactor de su padre, es en realidad el príncipe León, entonces llega un punto en su nueva amistad, cuando León concederá a Bella permiso para ir a casa para visitar a su padre y si después de tres días ella no regresa voluntarimaente, él renunciaría a su amor.
Al atardecer del tercer día, Hélène piensa ahora que había ganado la apuesta, pero repentinamente Bella aparece en las puertas del castillo. León la besa apasionadamente en su habitación, pero decide no intimar pues siente amor y remordimiento de su apuesta y ella es una joven virgen. Héléne sabe que no hubo tal intimidad por la información recibida de otra empleada llamada  Corinne, y entonces ella decide, por una parte, decirle a Bella que era objeto de una apuesta con su primo y por otra, reclamar a Léon haber ganado la apuesta porque no se acuesta con Bella. Entonces Bella muy perturbada, escapa del Castillo sintiéndose usada y León la busca en el camino a caballo. Al encontrarse, Bella da rienda suelta a su resentimiento reclamándole ser objeto de un juego o apuesta con su prima: el príncipe, ofendido y enojado la lleva a fuerza de regreso al castillo para vivir con él.

### Segundo episodio
Después de regresar al palacio de León, él accede a casarse con su prima Hélène, según lo determinado por la apuesta si perdía, pero a la vez Bella, sufre de la condición de cautiverio en el castillo y desesperada por no poder escapar, cayó gravemente enferma.
El único médico en el pueblo, sin embargo, no parece capaz de hacer cualquier cosa para ayudar a la niña, y León, profundamente preocupado por ella, hace un voto a Dios: si Bella sanara, va a tratar de cambiar. Al día siguiente Bella está sanada, y Léon, recordando su promesa, le pide a Bella lo ponga a prueba expresando un deseo para que él se lo conceda y así demostrar su amor. Bella entonces, decide pedirle a Léon condonar la deuda de su padre, y él, aunque consciente por la extinción de la deuda, ya no habrá ninguna razón para mantener a Bella en el castillo, accede al deseo de Bella, liberando a Bella de su compromiso de trabajar en el castillo. En esa coyuntura, Léon decide anular su matrimonio con Hélène.
Durante el viaje a su casa, Bella se da cuenta de cómo el pueblo sufre una gran pobreza después del cambio de Léon de hacía más de 10 años, y decide volver con él para pedirle que conceda otro deseo, permitir que el pueblo pueda colaborar en un taller para la elaboración de perfumes del Conde Armand, cultivando y recolectando, las hierbas y esencias, en el campo y en bosque que rodea al palacio, y Léon acepta una vez más, decidiendo confiar en Bella. Así vuelve a existir prosperidad en el Palacio y en el Pueblo. Léon y Bella vuelven a reconocer sus sentimientos, pero Hélène no está dispuesta a abandonar sus intenciones hacia Léon.
Unos días más tarde, Léon da una fiesta en su palacio, decidiendo hacer una propuesta pública de matrimonio a Bella; La chica, sin embargo, plagada de dudas sobre el pasado del noble príncipe a causa de las intrigas de Hélène, no le responde, y Léon, muy furioso, decide no querer verla de nuevo, y ordena a Bella dejar el castillo, pero dejar el anillo de compromiso entregado en esa fiesta, para esperar su respuesta. 
Hélène, unos momentos antes del baile, reveló a Bella que Juliette fue asesinada por Léon, lo cual no es cierto. El anillo de Bella, sin embargo, es robado por Évelyne y es vendido y cae en manos de Hélène, quien utiliza el hecho de la venta del anillo, como arma para alejar completamente a Léon de Bella. Léon al enterarse, en un ataque de rabia, irrumpe en el pueblo, donde en ese momento se estaba celebrando la fiesta del matrimonio de Évelyne con el dinero de la venta del anillo, y culpa a Bella en frente de todo el mundo por ser deshonesta. En defensa de la chica se apresura André, un amigo de Maurice Dubois y su familia, él ha estado siempre enamorado de Bella, y con quien Léon tiene un duelo. André es críticamente herido en el duelo con León, pero Bella interviene logrando no lo lastime más.  
De vuelta en el castillo, Léon, persuadido por Hélène da órdenes de cerrar y destruir el taller para fabricar perfumes del Conde Armand creado con la ayuda de Bella y los habitantes del pueblo. El pueblo incapaz de soportar más los abusos y ofensas de León, se rebela, lanza en una marcha contra el castillo y ataca el Príncipe Léon, hiriéndolo con los instrumentos de trabajo, pero Bella impide el linchamiento del pueblo en esta rebelión contra el señor feudal, y advierte a la muchedumbre en busca de venganza, para matar a Léon, primero deben matarla a ella, y logra disuadirlos de la venganza.
Léon queda herido en la revuelta del pueblo contra el castillo y Bella busca en la cocina algo para detener el sangrado de Léon, pero es atacada y amagada por Hélène con un cuchillo en la garganta, revelando la verdadera causa de la muerte e incendio ocurrido 10 años antes, fue ella en su locura. Léon entonces, intuyendo que Bella puede estar en peligro al no regresar a su lado para ayudarlo, se levanta y llega a la terraza superior del edificio donde está Héléne, a punto de derribar a Bella por el balcón, revelándose al final la verdad: ella misma, locamente enamorada de su primo, incluso una década antes, reveló a León que Juliette lo engañaba, por lo que Juliette ante un ataque de celos de Léon, le hiere el rostro, y entonces Hélène envenena a ambos (León y Juliette) y la hace caer a Juliette por el balcón, él queda afectado en su salud por el veneno. 
Ahora Hélène amenaza con hacer lo mismo contra Bella, pero en ese momento llega Léon quien la intenta disuadir y después llega el Conde Armand, y Hélène, se asusta por a su padre y no había muerto, pese al golpe infligido por Hélène misma poco antes, cuando su padre no la va encubrir más y revelaría la verdad sobre la muerte de Juliette), pierde el equilibrio y cae por el letal y alto balcón del castillo, pero Léon impide la caída de Bella. Los dos jóvenes, ahora completamente reconciliados, se casan y Léon, como un hombre nuevo, manifiesta su propósito de llevar paz y prosperidad al pueblo como antes.

## Elenco
- Blanca Suárez como Bella Dubois.
- Alessandro Preziosi como Príncipe Léon DalVille / Bestia.
- Léa Bosco como Condesa Hélène.
- Andy Luotto como Conde Armand.
- Massimo Wertmuller como Maurice Dubois.
- Francesca Beggio como Évelyne.
- Cecilia Dazzi como Albertine.
- Andrea Santonastaso como Florian.
- Giovanni Calcagno como Jérôme.
- Tommaso Ramenghi como Olivier.
- Francesca Chillemi como Corinne.
- Jaime Olías como André.
- Alberto Basaluzzo como Bastian.
- Giusy Buscemi como Princesa Juliette.